# 후세인 하지 하산

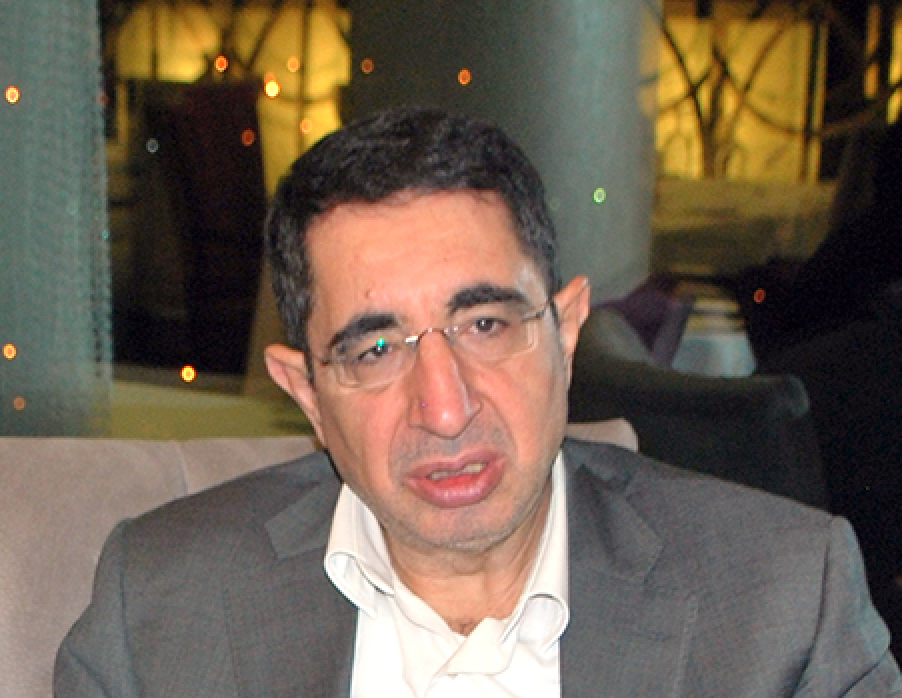

후세인 하지 하산(Hussein Hajj Hassan)은 레바논의 농업부장관이다. 하지 하산은 시아당 헤즈볼라의 일원이다.